# Gerhard Palitzsch
Gerhard Arno Max Palitzsch (ur. 17 czerwca 1913, zm. 7 grudnia 1944) – funkcjonariusz SS w stopniu SS-Hauptscharführera, pełniący służbę w hitlerowskich obozach koncentracyjnych, jeden z największych zbrodniarzy obozu Auschwitz-Birkenau.

## Życiorys
Urodził się w Großopitz w okolicach Drezna, z zawodu był rolnikiem. 15 lutego 1933 wstąpił do NSDAP (nr legitymacji partyjnej 1965727) i SS (nr identyfikacyjny 79466). Swoją służbę obozową rozpoczął w Oranienburgu, następnie przeniesiono go do Lichtenburga i Buchenwaldu. W 1936 został Blockführerem (kierownikiem bloku) w Sachsenhausen. Za gorliwą służbę i nienawiść, jaką żywił do więźniów, Palitzsch w tym obozie awansował na stanowisko Rapportführera (oficera raportowego, odpowiedzialnego za apele więźniów).
W maju 1940 przybył wraz z 30 więźniami kryminalnymi (mieli oni objąć stanowiska więźniów funkcyjnych) z Sachsenhausen do Auschwitz. Palitzsch, który objął funkcję Rapportführera, był jednym z największych katów obozu oświęcimskiego. Na każdym kroku maltretował więźniów, a od listopada 1941 był głównym wykonawcą egzekucji pod Czarną Ścianą (Ścianą Śmierci) przy Bloku 11. Liczbę ofiar Palitzscha oblicza się w tysiącach. Był obecny przy każdej egzekucji. We wrześniu 1941 kierował z Karlem Fritzschem pierwszą w Auschwitz akcją masowego gazowania więźniów, podczas której zamordowano prawie 900 jeńców radzieckich i niezdolnych do pracy więźniów. W 1942 rozpoczął służbę w obozie w Brzezince, gdzie początkowo był Rapportführerem w obozie męskim, a następnie Schutzhaftlagerführerem w obozie cygańskim. Stale uczestniczył w mordowaniu Żydów w komorach gazowych. Wielokrotnie dopuszczał się także gwałtów na więźniarkach. Właśnie za kontakty seksualne ze słowacką Żydówką, a także za liczne kradzieże został aresztowany w 1943 przez SS, a następnie przeniesiony do podobozu Brünn (był tam Lagerführerem).
Aresztowano go jednak ponownie, zdegradowano do SS-Schütze i wcielono do frontowej jednostki SS-PanzGrenReg.8. w 4 Dywizji Grenadierów Pancernych SS „Polizei”. Palitzsch zginął na Węgrzech w walkach z wojskami radzieckimi 4–7 grudnia 1944. Pochowano go na skrzyżowaniu dróg w Jobbabyi-Ape, następnie przeniesiono na cmentarz wojskowy w Budaörs, koło autostrady Wiedeń – Budapeszt.

W swoich wspomnieniach komendant Auschwitz Rudolf Höß tak opisywał Gerharda Palitzscha: 

Obojętny i opanowany, bez pośpiechu i z nieporuszoną twarzą wykonywał swoje okropne dzieło. W czasie jego służby przy komorach gazowych miał zawsze nieruchomą twarz. Był prawdopodobnie tak zahartowany psychicznie, iż mógł bez przerwy zabijać, o niczym nie myśląc (...) Szedł on dosłownie po trupach, by zaspokoić swoją żądzę władzy.

## Życie prywatne
Miał żonę i dwoje dzieci: córkę Helgę oraz syna Lothe. Według relacji pracującej u Palitzscha kobiety byli spokojną i kochającą się rodziną. Żona zmarła na tyfus, prawdopodobnie w 1942 roku.